# Adelognathus punctulatus
Adelognathus punctulatus är en stekelart som beskrevs av Thomson 1883. Adelognathus punctulatus ingår i släktet Adelognathus och familjen brokparasitsteklar. Arten är reproducerande i Sverige. Inga underarter finns listade i Catalogue of Life.